# Abdul Rachid Dostom
Abdul Rachid Dostom (né en 1954 à Khvajeh Do Kuh au nord-ouest de Sheberghan, dans la province de Djôzdjân) est un seigneur de guerre afghan, vice-président de la république islamique d'Afghanistan du 29 septembre 2014 au 19 février 2020. Il est le principal représentant de la communauté ouzbek en Afghanistan. Dostom est le chef du « Mouvement islamique national d'Afghanistan ». Pendant des années, il a été l'un des chefs militaires du gouvernement communiste de la république démocratique d'Afghanistan soutenu par l'URSS.
En 1970, il commence à travailler dans une raffinerie d'État à Sheberghan, où il participe à des activités syndicales. Il rejoint l'armée afghane en 1978, et combat les moudjahidines dans les années 1980. En 1992, il forme une coalition avec Ahmed Shah Massoud, l'Alliance du Nord, pour combattre Gulbuddin Hekmatyar. Les talibans prennent Kaboul en 1996, forçant Dostom à se retirer à Mazâr-e Charîf. Il devient par la suite vice-président de 2014 à 2020 sous la présidence d'Ashraf Ghani. Après avoir rejoint le gouvernement parallèle du vice-président Abdullah Abdullah au début de 2020, au moment de l'accord de partage du pouvoir entre celui-ci et le gouvernement officiel de Ghani, Dostom est nommé chef des Forces armées afghanes.
S’il fut communiste, des années 1970 aux années 1980, il est de nos jours plutôt laïc, très marqué par les idées kémalistes, avec des idées proches du socialisme, ou de la social-démocratie. S’il était opposé à ce que l'Islam soit la religion d'État déclarée de la république islamique d'Afghanistan, étant partisan d'un État laïc et séculier, il a fini par accepter ce fait, pour conserver des alliances indispensables et pour continuer à jouer un rôle politique majeur dans la vie politique afghane.

## Guerre soviéto-afghane

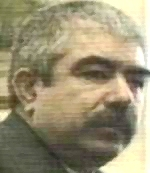
Abdul Rachid Dostom en 2002.

Alors que le gouvernement commençait à armer le personnel des raffineries de pétrole et de gaz (créant ainsi les « groupes de défense de la révolution »), il a été incité à s'engager, eu égard à sa formation militaire. À la suite de l'aggravation du conflit, son groupe a été déployé dans les zones rurales autour de Sheberghan, sous la tutelle du ministère de la Sécurité nationale.
Au milieu des années 1980, son peloton s'agrandit, atteignant au moins l'effectif d'une compagnie en 1987, et celui d'un régiment - le régiment 734 - en 1988. Alors que son unité avait recruté à travers la région de Djôzdjân (ou Jowzjan) et possédait de ce fait une assise relativement large, de nombreux hommes et chefs de sa troupe d'origine venaient du village natal de Dostom, Khoja Dukoh, et représentaient alors le cœur de cette unité. Il en sera de même lorsqu'elle sera reconstituée après 2001.
Il quitte l'armée après la purge des Parchamis (en) et y retourne au début de l'invasion soviétique. Il y commande un bataillon de milice qui devint un régiment et fut finalement incorporé aux forces de défense sous le nom de « 53e division d'infanterie », mais répondant directement aux ordres du président Najibullah. Il rejoint alors le « ministère de la Sécurité d'État » et prend le commandement de l'unité 374 au Jowzjan.
Au cours des années 1980, il défend la république démocratique d'Afghanistan (communiste) contre les Moujahidins soutenus par les États-Unis. Bien que simple commandant régional, il a largement amélioré — de son propre chef — la milice qu'il commandait.
La milice Jowzjani, comme elle se fit appeler, a été l'une des rares à être utilisée en dehors de sa région d'origine. Elle a été déployée à Kandahar, en 1988, après le retrait des forces soviétiques. Dostom a également soutenu les réformes communistes en Afghanistan à l'époque de Mikhaïl Gorbatchev.
Le 18 avril 1992, il se révolte contre le gouvernement du président Najibullah et s'allie avec Ahmed Chah Massoud. Ensemble, ils prennent Kaboul, la capitale afghane. Il commande la principale milice à Kaboul, qui a évincé Najibullah, donnant lieu à des épisodes d'enlèvements, de pillages et de combats.

## Guerre civile afghane
En 1994, Dostom change de camp à nouveau en s'alliant avec Gulbuddin Hekmatyar, au cours d'un nouveau siège de Kaboul, cette fois contre le gouvernement de Burhanuddin Rabbani et contre Massoud.
En 1996, à la suite de la prise de pouvoir des talibans et de la capture de Herat et Kaboul, Dostom change d'allégeance et s'allie à Rabbani contre les talibans. Aux côtés du général Mohammed Fahim et d'Ismail Khan, Dostom est l'un des seigneurs de guerre qui forme l'Alliance du Nord. Face aux revers militaires (morts et enlèvements), Dostom s'exile en Turquie.
Le général Abdul Malik Pahlawan (en), un subordonné de Dostom, se rebelle contre ce dernier en mai 1997 et rejoint les talibans.
Participant à la coalition de l'Alliance du Nord durant l'invasion américaine de 2001, il a notamment été accusé de crimes de guerre par l'ONG Physicians for Human Rights, commis à l'occasion du massacre de Dasht-i Leili (novembre-décembre 2001), où au moins 2 000 prisonniers talibans trouvèrent la mort lors d'un transfert organisé dans des conditions inhumaines, auquel ont participé des troupes américaines,,.

## Front national uni
En 2006, Rachid Dostom se joint à la coalition d'anciens et actuels hommes forts de l'Afghanistan, commandants de la résistance afghane contre les Soviétiques, anciens dirigeants communistes et de divers groupes sociaux et ethniques, qui prend le nom de Front national uni, et s'affirme rapidement comme la principale force d'opposition au gouvernement du président Hamid Karzaï. Rassemblant plusieurs courants antagonistes sur les plans politique (moudjahiddines, anciens communistes et royalistes), ethnique (pachtounes/non pachtounes) et religieux (chiites/sunnites), cette coalition de seigneurs de la guerre semble être le groupement politique le plus significatif apparu en Afghanistan depuis le renversement des talibans en 2001.
Le 29 septembre 2014, il devient le vice-président du nouveau président Ashraf Ghani.
En mai 2017, Dostom s'enfuit en Turquie. Il est alors accusé d'avoir fait séquestrer, torturer et violer un rival politique, l'ancien gouverneur Ahmad Ishchi, en marge d'un bouzkachi, en janvier. Ce dernier aurait notamment été sodomisé par des gardes de Dostom avec un fusil d'assaut AK-47,.

## Gouvernement parallèle de 2020
Le 18 février 2020, à l'annonce du résultat de l'élection présidentielle de 2019 selon lesquels le gouvernement sortant Ashraf Ghani ressort vainqueur, le vice-président et candidat opposant Abdullah Abdullah refuse de les reconnaître et monte un gouvernement parallèle, provoquant une crise politique de plusieurs mois. Dostom décide de rejoindre le gouvernement parallèle. Le 17 mai, le gouvernement officiel et le gouvernement parallèle signent un accord de partage de pouvoir afin de mettre fin à la crise politique, et donc de pouvoir mieux coordonner les négociations et la lutte contre les Talibans (relancée par les attentats du 12 mai 2020 en Afghanistan bien qu'ils aient probablement été commis par l'État islamique) et la pandémie de Covid-19. L'ancien gouvernement parallèle récupère la moitié des postes du gouvernement officiel, et Dostom est nommé à la tête des Forces armées afghanes.
Lors de l'offensive des talibans en août 2021, il fuit l'Afghanistan pour l'Ouzbékistan.

## Au cinéma
Il est incarné par l'acteur iranien Navid Negahban dans le film de guerre Horse Soldiers, sorti en 2018.